# Vererbte Rudelstellung
Vererbte Rudelstellung ist die Bezeichnung für eine Pseudowissenschaft mit kommerziellem Hintergrund. Sie wurde vom Verein für vererbte Rudelstellungen der Hunde e.V. propagiert und durch die vom Verein seit 2013 betriebene Firma Zentrum Vererbte Rudelstellungen der Hunde UG kommerziell ausgewertet. Die Rudelstellungslehre basiert auf der Vorstellung, Wesen und Verhalten von Hunden und Wölfen seien durch ihre „Geburtsstellung“ vorbestimmt. Das Zentrum Vererbte Rudelstellung der Hunde UG wurde im Mai 2017 aufgelöst.

## Beschreibung
Nach der Rudelstellungslehre gibt es sieben Typen von Hunden oder Wölfen: vorderer Leithund (VLH), vorderer Kundschafter (V2), vorderer Wächter (V3), Zentralhund (MBH), hinterer Kundschafter (N2), hinterer Wächter (N3) und hinterer Leithund (NLH). Diese Typen werden als die sieben „Geburtsstellungen“ bezeichnet, da sie von Geburt an feststehen sollen und den Positionen in einem hypothetischen Hunderudel entsprächen. Die Leithunde und der "Zentralhund" seien hierbei Entscheidungsträger, die den ihnen zugeordneten "Bindehunden" (Wächter und Kundschafter) Aufgaben zuteilen oder Anweisungen des Hundehalters weitergeben. Diese Kommunikation zwischen den Hunden sei allerdings nicht direkt beobachtbar, da sie nicht durch Körpersprache oder gar Bellen erfolge, sondern "mental" durch "Fixieren".
Nach Angabe des Vereins müsse man die Geburtsstellung seines Hundes kennen, um mit ihm richtig umgehen zu können. Die nachträgliche Einschätzung der Geburtsstellung wurde von der UG in "Workshops" kommerziell angeboten. Bei Haltung mehrerer Hunde sei unbedingt zu beachten, dass deren Stellungen zueinander passen. Andernfalls wird unterschieden zwischen "Doppelbesatz" (zwei Hunde mit gleicher Rudelstellung) und "Fehlbesatz" (zwei Hunde mit nicht aufeinanderfolgenden Rudelstellungen). In beiden Fällen müssten laut Verein die Hunde getrennt, abgegeben oder gegen passende Stellungen umgetauscht werden. Abgabe und Tausch der Hunde wurde ebenfalls vom Verein auf einer internen "Tauschbörse" vermittelt. Zur Hundehaltung empfahl der Verein konsequenten Reizentzug ("Entschleunigung") mit möglichst weitgehender Reduzierung von Erziehung, Spiel, Hundesport und Spaziergängen. Vor allem Hundekontakte seien zu vermeiden, da jede Begegnung mit Hunden "unpassender Stellung" schädlich sei. Um ein bestimmtes Verhalten des Hundes zu erreichen, genüge es, ihm den Sachverhalt ruhig zu erklären, da rudelstellungskonform gehaltene "Leithunde" ihre Besitzer verstünden und mit ihnen kooperierten.
Der Verein behauptete, die künftigen Stellungen bereits bei neugeborenen Welpen anhand ihrer "Schlafpositionen" erkennen zu können. Hierbei unterschied er perfekte Würfe (sieben Welpen mit allen sieben Stellungen), akzeptable Würfe (eine Stellung fehlt) sowie nicht akzeptable Würfe (mehrere fehlende oder mehrfach vorhandene Stellungen im Wurf). Letztere führten zu Chaos und würden daher von "stellungsstarken" Hündinnen in der Regel durch "Vernichten" der unpassenden Welpen oder des ganzen Wurfs repariert.

## Ursprung und Verbreitung
Nach Angabe des Vereins geht die Rudelstellungslehre auf einen Gärtnermeister Karl Werner zurück, dessen Familie "Jagdrudel für Adelshäuser" zusammengestellt und dabei die Rudelstellungen entdeckt habe. Nachfragen bei Zeitzeugen und Mitarbeitern des 1977 verstorbenen Karl Werner ergaben jedoch, dass dieser weder Hunderudel zusammengestellt noch eine Rudelstellungslehre entdeckt oder praktiziert habe. Vielmehr sei die Lehre im Lauf des Jahres 2010 auf einem Hundeforum entstanden. Wie sich anhand der alten Threads nachvollziehen lasse, sei sie dort von einer Einzelhundehalterin nach und nach erdacht worden und basiere nicht auf Beobachtungen realer Hundegruppen. Die Lehre fand dennoch sofort überzeugte Anhänger, da sie eine einfache Erklärung für alle Hundeprobleme bietet und den Hundehalter von der Verantwortung für Erziehungsfehler weitgehend entbindet. 2011 wurden die ersten Hundeeinschätzungen kommerziell angeboten. 2012 wurde der Verein gegründet.
Die „ZDF-Hundeflüsterin“ Maike Maja Nowak war zunächst Anhängerin der Rudelstellungslehre, hat sich aber später von den Praktiken des Vereins sowohl auf ihrer persönlichen Webseite wie auch über die Webseite des von ihr gegründeten Verbund der Unabhängigen (VdU-Wegbereiter) distanziert. Auch auf der Website zur ZDF-Sendung wurden zuvor Rudelstellungen präsentiert und ausgeführt: „In der Arbeit unserer Hundeflüsterin Maja Nowak spielen Rudelstellungen eine zentrale Rolle. […] Die Geburtsstellung überlagert alle anderen Merkmale […].“ Kritik an dem Konzept gab es keine.

## Aus wissenschaftlicher Sicht
Nach Ansicht von Fachleuten ist die Rudelstellungslehre eine Pseudowissenschaft mit kommerziellem Motiv; sie warnten vor ihr, da die Befolgung der Lehre bei Hunden zu Verhaltensauffälligkeiten und Traumatisierung führen könne. Der Hunde- und Wolfsforscher Günther Bloch hält die Rudelstellungslehre für „extrem realitätsfremd“. Für die Kieler Verhaltensbiologin Dorit Urd Feddersen-Petersen ist die Lehre ein „bizarrer Unsinn“ mit „gefährlichen und tierschutzrelevanten“ Folgen. Der Greifswalder Zoologe Udo Gansloßer sieht „keinerlei genetisch vorstellbaren oder gar genetisch beschriebenen Mechanismus“, der angeborene Rudelstellungen hervorrufen könnte. Der Tierpsychologe Thomas Riepe hält die Rudelstellungspraxis für ein "unfassbares Verhalten den Tieren gegenüber". Der Tierschutzbund, der VDH und weitere Organisationen warnen auf ihren Websites vor Rudelstellungen.
Nachprüfbare Beobachtungen oder Belege für die Existenz vererbter Rudelstellungen wurden von Anhängern der Lehre nicht erbracht. Bei der auf der Rudelstellungs-Website zitierten „genetischen Forschung“ zur Unterstützung der Rudelstellungslehre handelt es sich nach Angabe von Kritikern in Wirklichkeit um einen irreführend wiedergegebenen Auszug aus einer Studienarbeit zum Thema „Rassebestimmung von Mischlingshunden“. Die Daten der Studienarbeit gingen auch in eine Dissertation am gleichen Fachbereich zur Abstammungsanalyse ausgewählter Tierarten ein.